# 퓰리처상 공공 서비스 부문
퓰리처상 공공 서비스 부문(Pulitzer Prize for Public Service)은 미국의 시상식인 퓰리처상의 14개의 저널리즘 분야 중 하나이다. 저널리즘 자료를 이용하여 뛰어난 공공 서비스의 예를 보여준 언론사에게 수여한다. 1917년 퓰리처상이 처음 시작되었을 때부터 있었지만 이 부문은 그해에는 수상이 이루어지지 않았으며, 이듬해에 이루어졌다.

## 수상 내역
- 1989년 앵커리지 데일리 뉴스
- 1990년 워싱턴데일리뉴스: 발암 물질로 오염된 도시의 물 공급, 필라델피아 인콰이어: 미국 혈액 산업은 작은 정부 규제 또는 감독
- 1991년 디모인 레지스터
- 1992년 The Sacramento (CA) Bee: 캘리포니아에서 시에라 네바다 산맥에 환경 위협과 피해를 조사
- 1993년 마이애미 헤럴드
- 1994년 Akron Beacon Journal
- 1995년 버진 아일랜드 데일리뉴스
- 1996년 뉴스앤 옵저버
- 1997년 타임스 피카윤
- 1998년 Grand Forks (ND) Herald
- 1999년 워싱턴 포스트
- 2000년 워싱턴 포스트
- 2001년 오리거니안
- 2002년 뉴욕 타임스
- 2003년 보스턴 글로브: 가톨릭 사제들의 아동 성추문 파문을 집중 보도
- 2004년 뉴욕 타임스
- 2005년 LA 타임스
- 2006년 타임스 피카윤, 선 헤럴드: 2005년 카트리나 참사현장을 생생히 보도
- 2007년 월 스트리트 저널
- 2008년 워싱턴 포스트
- 2009년 알렉산드라 버즌
- 2010년 헤럴드 쿠리어
- 2011년 LA 타임스
- 2012년 필라델피아 인콰이어
- 2013년 로더데일 포트(FL)
- 2014년 워싱턴 포스트, 가디언
- 2015년 더포스트앤드쿠리어, ‘죽음이 우리를 갈라놓을 때까지(Till Death Do Us Part)’[2]